# Cascade Blanche
La cascade Blanche (ou Cascade de Ravine Blanche) est une chute d'eau de l'île de La Réunion, département d'outre-mer français dans le sud-ouest de l'océan Indien.

## Description
Formée par la Ravine Blanche, un affluent de la Rivière du Mât, la cascade Blanche se situe sur le territoire de la commune de Bras-Panon mais est néanmoins souvent associée à Salazie, étant surtout visible depuis la route de Salazie. Elle est en outre située dans le parc national de La Réunion.
La cascade Blanche présente une hauteur de 640 mètres, ce qui en fait l'une des chutes d'eau les plus hautes du monde et du territoire français. La chute est divisée en 3 sections, la plus grande mesurant 400 mètres. Il est possible de pratiquer le canyonisme dans la cascade.